# Apostrofo
L'apostrofo ( ’  oppure  ' ) è un carattere tipografico usato nelle lingue scritte in alfabeto latino, spesso annoverato tra i segni d'interpunzione anche se sarebbe più appropriato definirlo un segno paragrafematico e talvolta un segno diacritico. Di questo carattere esistono due varianti: l'apostrofo tipografico o curvo ( ’ ) e l'apostrofo dattilografico o diritto ( ' ).
In italiano, tale segno viene utilizzato per indicare l'elisione e in alcune rare situazioni anche il troncamento.

## L'apostrofo nella lingua italiana
In italiano l'attuale norma ortografica prevede l'uso dell'apostrofo in presenza di tre fenomeni linguistici:
1. l'elisione, dov'è sempre obbligatorio;
2. in taluni casi di troncamento ben codificati (per esempio po', troncamento di poco);
3. nelle aferesi, soprattutto per gli accorciamenti delle date scritte in numeri (ad esempio '68, accorciamento di 1968).

Di particolare importanza è la presenza dell'apostrofo con gli articoli indeterminativi in contesti in cui il sostantivo non determina il genere del soggetto attraverso la desinenza: scrivere un artista indica che quel un è troncamento di uno e quindi l'artista è un uomo; scrivere un'artista, invece, indica che quel un è elisione di una e quindi che l'artista è una donna.
Altre volte, invece, l'apostrofo viene messo laddove in teoria non andrebbe (si tratta di semplici troncamenti) dando origine ad alcuni dei più diffusi errori ortografici come ad esempio fin'ora ecc., che si possono scrivere solamente senza apostrofo (quindi: finora).

## L'apostrofo nella lingua francese
Nella lingua francese, l’apostrofo viene utilizzato per indicare  l'elisione delle vocali finali a ed e in certe parole, e della i per la congiunzione  si seguita dal pronome  il. L'elisione avviene quando queste parole sono seguite da una parola che inizia con una vocale o un  h muto.
Esempi
- la + apostrophe → l’apostrophe
- le + oiseau → l’oiseau
- si + il → s’il
- que + elle/il → qu’elle/qu’il
- presque + île → presqu’île
- le + homme → l’homme
- le + hôtel → l’hôtel

Nella lingua popolare, l'elisione della vocale finale i del pronome relativo soggetto qui viene anche rappresentata usando un apostrofo. Questo uso è presente in alcuni autori, ma anche nel linguaggio familiare nel caso dell'elisione della vocale finale  u del pronome personale tu.
Esempi
- qui est → qu’est nel linguaggio popolare;
- tu es → t’es nel linguaggio familiare.

L'elisione in francese può anche essere fatta su parte della parola, in particolare per restituire allo scritto alcune pronunce popolari non grammaticalmente corrette. Ad esempio:  pauvre con → pauv' con.

## L'apostrofo nella lingua inglese
Nell'inglese l'apostrofo viene usato in diversi contesti:
- come abbreviazione: ad esempio gov't per government, '70s per 1970s, anche per rappresentare un particolare accento: li'l per little, playin' per playing
- come contrazione: ad esempio can't per cannot o per forme come don't per do not e won't per will not.
- come possessivo nel genitivo sassone: ad esempio John's car per The car John owns.
- in poesia come eliminazione di una vocale muta, solitamente una e, che quindi non deve venire pronunciata e fa diminuire di una il conteggio delle sillabe. Generalmente la lettera eliminata è quella del suffisso -ed della forma passata dei verbi come si può vedere in questo esempio, tratto dal poema Alexanders Feast di John Dryden.

The many rend the skies with loud applause;
So Love was crown'd, but Music won the cause.
The prince, unable to conceal his pain,
Gaz'd on the fair
Who caus'd his care,
And sigh'd and look'd, sigh'd and look'd,
Sigh'd and look'd, and sigh'd again:
At length, with love and wine at once oppress'd,
The vanquish'd victor sunk upon her breast.

## Distinzione tra apostrofo curvo e apostrofo diritto

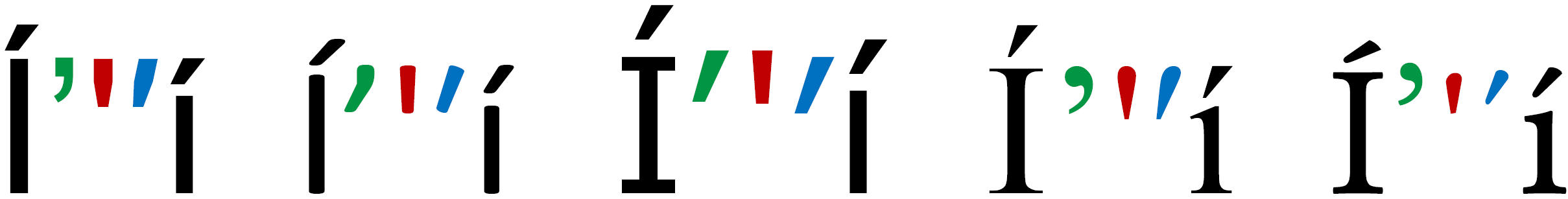
Apostrofo curvo, apostrofo dritto e primo, tra I con accento acuto (maiuscola e minuscola) in cinque differenti font: Arial, Calibri, Tahoma, Times New Roman e Linux Libertine

In seguito all'invenzione della macchina per scrivere, e successivamente del computer, si è comunemente diffuso l'impiego del cosiddetto apostrofo dattilografico o diritto ( ' ) al posto dell'originario apostrofo tipografico o curvo ( ’ ).  In Unicode, il carattere moderno è denominato apostrophe e ha il codice U+0027, mentre il carattere tradizionale per l'apostrofo è chiamato right single quotation mark (virgoletta semplice chiusa) ed è indicato col codice U+2019.
La sostituzione dell'apostrofo tipografico con quello dattilografico nella scrittura quotidiana è dovuta al fatto che né le tastiere delle macchine per scrivere né quelle dei computer odierni mostrano direttamente l'apostrofo curvo. Tutti i sistemi operativi dispongono tuttavia di quest'ultimo carattere (MacOS: sulla tastiera italiana, premere alt-shift-3; Linux: sulla tastiera italiana, premere AltGr-shift-B; Microsoft Windows: tenendo premuto alt, digitare 0146). Per poter visualizzare questo, come tanti altri caratteri sulle pagine web, è necessario che sia attivo il supporto Unicode, altrimenti potrebbero visualizzarsi caratteri diversi secondo i diversi sistemi utilizzati. Molti editor di testo offrono, inoltre, la possibilità di convertire automaticamente durante la digitazione l'apostrofo dattilografico con quello tipografico.
Nel mondo di Internet, tuttavia, questo spesso non avviene, ed è prassi generalizzata usare l'apostrofo diritto, anche in virtù del fatto che esso risulta più facilmente leggibile da programmi web rispetto all'apostrofo curvo. Anche Wikipedia, come la maggior parte dei siti web, utilizza questo standard. L'editoria a stampa continua invece a preferire l'apostrofo tipografico.
Il sistema operativo iOS, invece, utilizza l'apostrofo curvo come principale nella tastiera a partire dalla versione 11.